# Nastocerus semitibialis
Nastocerus semitibialis là một loài bọ cánh cứng trong họ Cerambycidae.